# Хвостиха (Ульяновская область)
Хвостиха — село в Кузоватовском районе Ульяновской области. Входит в Спешнёвское сельское поселение.

## География
Лежит на востоке Восточноевропейской равнины, на правом берегу реки Чамбул, на юго-востоке Европейской части России, в Среднем Поволжье, в пойме реки Свияга. Высота над уровнем моря — от 140 до 180 м. Поверхность — полого-увалистая равнина. Расстояние до Волги — 66 км, до города Ульяновска — 73 км, до р.п. Кузоватово — 33 км..

## История
Основано предположительно в начале XIX века. 
В 1859 году сельцо Хвостиха входила в 3-й стан Сенгилеевского уезда Симбирской губернии.
Своей церкви в сельце Хвостихе не было, прихожане ходили в село Порецкое. В 1895 году была открыта церковно-приходская школа.
В 1924 году село Хвостиха входила в Порецкий с/с Поповскую волость Ульяновский уезд Ульяновской губернии. 

## Население
| Год  | Число дворов | Число жителей | Примечания         |
| ---- | ------------ | ------------- | ------------------ |
| 1859 | 42           | 450           | 222 м. и 228 ж.    |
| 1900 | 107          | 606           | 286 м. и 320 жен.; |
| 1924 | 154          | 787           | школа 1-й ступени. |
| 2010 |              | 236           |                    |

Население села многонациональное: русские, мордва, татары, чуваши.

## Известные уроженцы
- Кондрашин, Иван Павлович - Герой Советского Союза.

## Достопримечательности
ПАМЯТНИКИ АРХЕОЛОГИИ:
- Курганная группа «Хвостиха» (3 насыпи) сер. II тыс. до н. э (1 км к сев.-вост. от с. Хвостиха) Распоряжение Главы администрации Ульяновской области от 01.01.2001 г.[5]

## Улицы
- ул. Заречная, ул. Зеленая, ул. Клубная, ул. Нагорная, ул. Почтовая, ул. Свияжная, ул. Школьная[6]